# SECR-Klasse L
Die Klasse L der South Eastern and Chatham Railway (SECR) umfasste 22 für den Einsatz vor Expresszügen vorgesehene Dampflokomotiven der Achsfolge 2’B (American) nach einem Entwurf von Harry Wainwright, dem Locomotive, Carriage and Wagon Superintendent der SECR. Sie wurden 1914 von Beyer Peacock und Borsig gebaut. Die zehn von Borsig gebauten Exemplare waren die einzigen je von einem deutschen Lokomotivbauer an eine britische Eisenbahngesellschaft gelieferten Expresszug-Dampflokomotiven und wahrscheinlich auch die einzigen in Normalspur. 1922 wurden alle Maschinen von der Southern Railway (SR) übernommen und bis zum Übergang an British Railways (BR) 1948 vollzählig im Bestand geführt. Den größten Teil ihrer Einsatzzeit bespannten sie Express- und Personenzüge zwischen den verschiedenen Londoner Bahnhöfen und den Häfen und Seebädern entlang der Kanalküste, erst in den letzten Jahren übernahmen sie nachrangige Dienste auf anderen südenglischen Strecken. Zwischen 1956 und 1961 musterte BR alle Lokomotiven aus, es blieb keine erhalten.

## Geschichte
Harry Wainwright ging 1913 als Locomotive, Carriage and Wagon Superintendent der SECR in den Ruhestand, sein Nachfolger wurde Richard Maunsell, der zuvor die gleiche Position bei der irischen Great Southern and Western Railway (GS&WR) innegehabt hatte. Bereits Wainwright hatte erkannt, dass die anhaltende Verkehrszunahme im Expresszugverkehr zwischen London und den Häfen an der Kanalküste leistungsfähigere Lokomotiven erforderte. Auf Basis der zwischen 1901 und 1908 beschafften Lokomotiven der Klassen D und E entwarf er daher eine leistungsfähigere Konstruktion, die vor allem auf der bereits für höhere Achslasten ausgebauten South Eastern Main Line Züge übernehmen sollte. Neben den Boat trains nach Dover umfasste dies auch die vor allem für Geschäftsreisende wichtigen Verbindungen von London Charing Cross nach Folkestone und Hastings. Die Erlaubnis zum Bau der Maschinen erteilte die SECR jedoch erst nach Wainwrights Ruhestand. Maunsell nahm noch kleinere Anpassungen an den Entwürfen vor, so etwa mit einem anderen Schornstein und einem größeren Dach für den Führerstand.

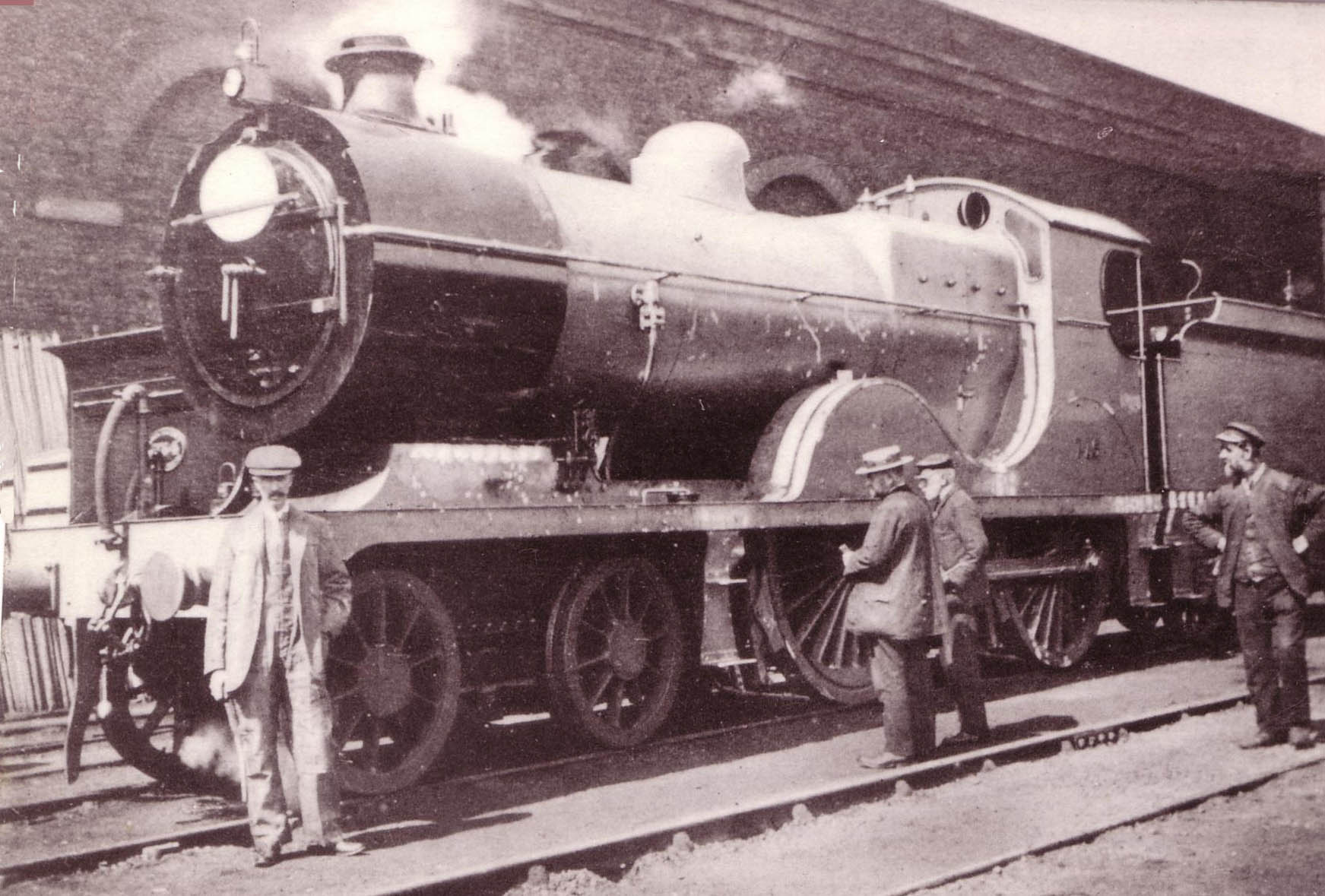
Lokomotive der Class L kurz nach Ablieferung 1914 in Ashford

Beyer Peacock erhielt zunächst den Auftrag zum Bau von 12 Stück, war aber nicht in der Lage, der SECR die gewünschte Stückzahl von 22 Stück bis zum Sommer 1914 zuzusagen. Kurzfristig bestellte Maunsell daher zehn weitere Lokomotiven bei Borsig in Berlin. Es war einer der sehr seltenen Fälle einer Bestellung von Dampflokomotiven durch britische Bahngesellschaften bei deutschen Herstellern. Es waren die einzigen Expresszuglokomotiven und sehr wahrscheinlich auch die einzigen Normalspurdampflokomotiven überhaupt. Von den Eisenbahnern der SECR erhielten die Maschinen, die wenige Wochen vor Beginn des Ersten Weltkriegs im Juni und Juli 1914 ausgeliefert wurden, dementsprechend den Spitznamen „Germans“. Sie wurden in Teilen in die Hauptwerkstatt der SECR nach Ashford geliefert und dort von Borsig-Mitarbeitern zusammengebaut. Beyer Peacock lieferte seine Maschinen ein paar Monate später, die letzte im Oktober 1914. Wie bei der SECR die Regel, erhielten die Maschinen keine Namen. Lediglich 1926 erhielt die Lokomotive 1763 informell während des Generalstreiks in Großbritannien den Namen Betty Baldwin angeschrieben (eine der Töchter des damaligen Premierministers Stanley Baldwin hieß Betty), der auch einige Zeit erhalten blieb und erst nach etwa einem Jahr bei einem Werkstattaufenthalt entfernt wurde.
Die Klasse L übernahm vor allem Expresszüge zwischen London, Dover, Ramsgate und Hastings. Bereits Mitte der 1920er Jahre wurden sie dort teilweise durch die neuere SR-Klasse L1, eine Weiterentwicklung der Klasse L, abgelöst. In den 1930er Jahren übernahmen die deutlich leistungsfähigeren Maschinen der „King Arthur“- und „Schools“-Klassen die meisten Expresszüge auf der South Eastern Main Line. Die Klasse L kam nun auch auf die inzwischen auf eine ausreichende Achslast ausgebaute Chatham Main Line von London Victoria über Chatham nach Dover und Ramsgate, vor allem in den Sommermonaten übernahmen sie zusätzliche Leistungen im Ferienverkehr zu den diversen Seebädern der Südküste. Nach dem Zweiten Weltkrieg verdrängten jedoch die neuen „Battle of Britains“ sie auf nachrangige Leistungen auf den Nebenstrecken südöstlich von London.
Die ersten beiden Maschinen musterte British Railways, in deren Besitz alle Lokomotiven mit der Verstaatlichung 1948 übergegangen waren, 1956 aus. Zwischen 1958 und 1961 wurden schließlich alle Maschinen abgestellt und verschrottet, es blieb keine erhalten.

## Technik
Der Entwurf von Wainwright war eine verstärkte Version seiner früheren Expresszuglokomotiven. Analog zu den Klassen D und E erhielt die Klasse L einen Blechrahmen, Innenzylinder und einen Belpaire-Stehkessel. Ohne Berücksichtigung der aktuellen Entwicklung der Dampflokomotivtechnik sah er zunächst weiterhin Nassdampf und konventionelle Flachschieber vor. Dies wurde von den SECR-Direktoren kritisiert und führte zusammen mit anderen Punkten letztlich zu Wainwrights Rücktritt Ende 1913. Bereits vor Amtsantritt von Maunsell überarbeitete Wainwrights bisheriger Assistent den Entwurf und ersetzte die Flachschieber durch Kolbenschieber. Der Kessel wurde um einen Überhitzer vom Typ Robinson ergänzt. Die von Borsig gelieferten Lokomotiven erhielten einen Überhitzer nach dem Patent von Schmidt, waren aber ansonsten baugleich zu den von Beyer Peacock gebauten Exemplaren.
Die von Borsig gelieferte Lokomotive 772 erhielt 1919 zur Erprobung vorübergehend eine Ölfeuerung, die aber bald wieder ausgebaut wurde.